# Бекер, Аарон
Бекер Аарон (ивр. אהרן בקר‎, 21 декабря 1905, Кобрин — 24 декабря 1995, Израиль) — израильский профсоюзный деятель. Депутат Кнессета.

## Биография
Родился в Кобрине в семье Ицхака-Ашера Бекера и Леи Каролинской. В возрасте четырёх лет вместе с семьёй переехал в Брест-Литовск. Гражданскую войну семья пережила в Екатеринославе, где Аарон вступил в организацию «Цеирей-Цион». В 1921 году Бекеры вернулись в Брест-Литовск, ставший частью суверенной Польши, и там Аарон вступил в сионистское трудовое молодёжное движение и «Гехалуц».
В 1925 году эмигрировал в Эрец-Исраэль. Был сельскохозяйственным, а затем строительным рабочим в Петах-Тикве. Был активистом движения «Ахдут ха-Авода», а после объединения движения с «Ха-Поэль ха-Цаир» в 1930 году — членом МАПАЙ. В 1926 году стал одним из основателей молодёжного движения Еврейской социалистической молодёжи в Эрец-Исраэль и служил в качестве секретаря организации до конца 1927 года.
В 1932 году был избран секретарём рабочего комитета в Рамат-Гане. В период с 1932 по 1943 год был членом совета рабочих Тель-Авива. С 1943 по 1947 год был членом правления «Хамашбир Хамеркази». В 1948—49 годах занимал различные должности, связанными с закупками Армии обороны Израиля.
В 1949 году был избран членом Центрального комитета МАПАЙ и руководителем организационного отдела. Инициатор составления шкалы стоимости жизни для начисления заработной платы рабочим и служащим. В 1947 году назначен Д. Бен-Гурионом организатором отдела снабжения «Хаганы», а позже — израильской армии, но в 1949 году вернулся в Гистадрут, став председателем управления профессиональных объединений, находился на этом посту 12 лет. В 1961—69 годах — секретарь Гистадрута. В 1974 году был избран председателем Страховой медицинской организации. Избирался в кнессет (3—7 созывов) от МАПАЙ и партии Труда. В кнессете входил в состав финансовой и трудовой комиссий, а в кнессете 7-го созыва также в комиссию по иностранным делам и обороне.